# Wieża Kapitana
Wieża Kapitana (malt. Torri tal-Kaptan, ang. Captain's Tower) – wieża w Naxxar na Malcie. Zbudowana została po roku 1548 przez Zakon Maltański. Dziś wieża jest w dobrym stanie.

## Historia
Wieża Kapitana została zbudowana przez Zakon Maltański jako dom mieszkalny dla kapitana lokalnej formacji obronnej (milicji) w Naxxar. Powstała podczas rządów Wielkiego Mistrza Jeana Parisot de Valette, po tym, jak w roku 1548 Zakon bezskutecznie próbował zaanektować pobliską wieżę Gauci. Wieża Kapitana jest jedną z najwcześniejszych budowli obronnych Zakonu Joannitów na Malcie.
Konstrukcja wieży jest podobna do wieży Gauci, oraz do wcześniejszych tego typu budowli Zakonu na Rodos. Wieża zbudowana jest na planie kwadratu, posiada trzy poziomy. Znajdują się na niej machikuły oraz columbaria, w których przebywały gołębie, używane do dostarczania wiadomości do Mdiny, a później Valletty.
W XVII wieku wieża Kapitana straciła większość swojego obronnego charakteru, gdy budowano nowe wieże fortyfikacyjne - Wignacourta, Lascarisa i de Redina.

## Współcześnie

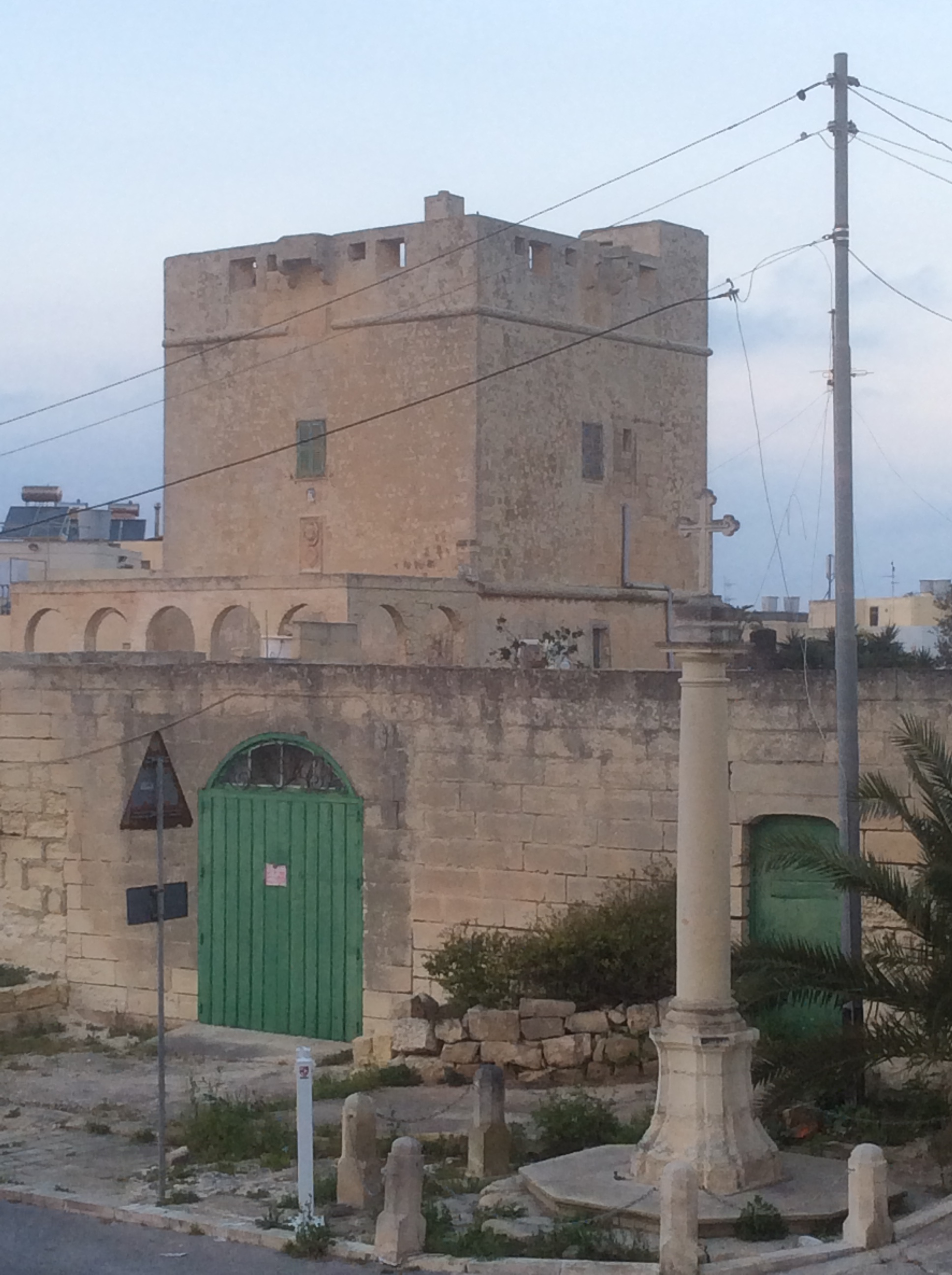
Widok na wieżę Kapitana oraz pobliski krzyż na kamiennej kolumnie

Dziś wieża Kapitana jest w dobrym stanie. Znajduje się w prywatnych rękach i nie jest dostępna dla ogółu.